# Општина Корнету (Илфов)
Корнету (рум. Cornetu) општина је у Румунији у округу Илфов.
Oпштина се налази на надморској висини од 78 m.